# Attaque de Tarkint
Guerre du Mali
Batailles
L'attaque de Tarkint a lieu le 19 mars 2020 lors de la guerre du Mali.

## Déroulement
Le matin du 19 mars, les djihadistes attaquent un poste militaire de l'armée malienne à Tarkint. Les assaillants sont plusieurs dizaines, avec des véhicules et des motos.
L'attaque est revendiquée le 21 mars par le Groupe de soutien à l'islam et aux musulmans,,

## Pertes
Le 19 mars, l'armée malienne fait initialement état de deux tués et dix blessés, mais le lendemain elle revoit son bilan à la hausse et annonce que ses pertes sont de 29 tués et 5 blessés,. Le dernier bilan est proche de celui donné à l'AFP par un responsable militaire qui, sous couvert de l'anonymat, fait état d'une trentaine de tués. Dans son rapport du 2 juin 2020, la MINUSMA élève le bilan à 30 morts et 20 blessés. Les corps sont acheminés à Bourem.
Dans son communiqué de revendication, le Groupe de soutien à l'islam et aux musulmans affirme également s'être emparé de neuf mitrailleuses lourdes, de trente fusils Kalashnikov, de cinq mitrailleuses PKMS, de quatre obus de type SPG-9, d'un obus de RPG-7, d'un 1 Hawn 60mm, de plusieurs véhicules et de grandes quantités de munitions.